# 駿景園巴士總站
駿景園巴士總站（英文：Royal Ascot Bus Terminus）是香港一個路邊車站，位於沙田區火炭樂信徑，駿景園外。

## 歷史

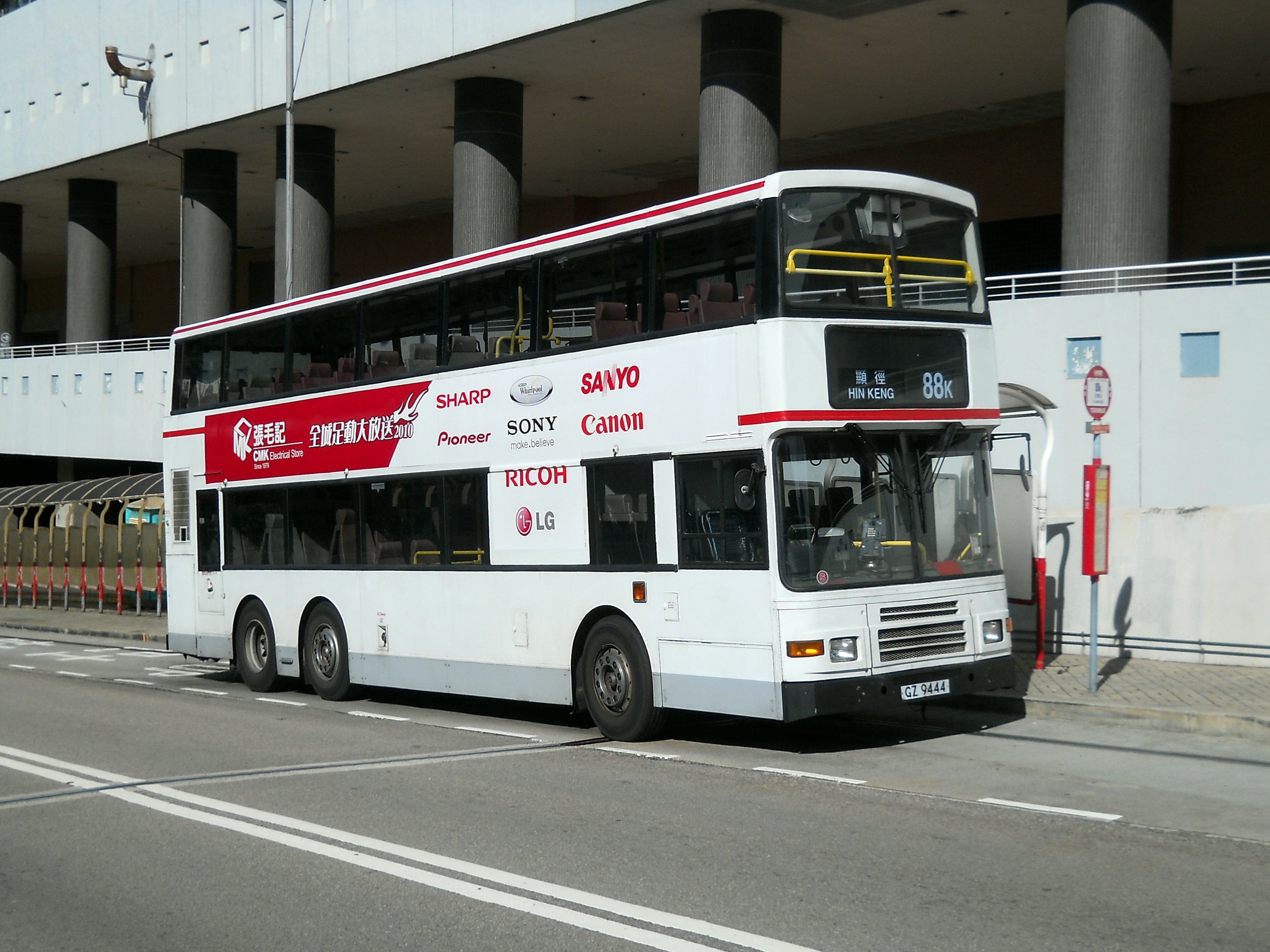
駿景園巴士總站（2010年）

駿景園巴士總站前稱「何東樓巴士總站」，位於沙田火炭落路下村外，當時香港華人首富何東先生在火炭一處擁有一座建築物，遺址約於今日銀禧花園，人稱何東樓，而後來何東樓周邊逐漸形成了同名村落，故後來引申至整個區域皆稱為何東樓。1980年代初，政府為配合九廣鐵路電氣化，在火炭興建車廠，並由九廣鐵路公司管理，車廠以何東樓命名。
1995年11月，九鐵何東樓維修中心上蓋物業「駿景園」正式入伙，巴士總站的名稱在駿景園入伙初期仍使用舊名稱，於1996年9月1日才正式易名為「駿景園」，沿用至今。
另外，九鐵接駁巴士K11線在停辦前亦曾以駿景園為終點站，而該線亦曾以「樂信徑」作為總站名稱。而後面的駿景路路口曾為本站的落客站。
- 2013年8月24日：一直以此為總站的九龍巴士248P線停止服務[1][2]。

## 總站路線資料 (巴士)

### 九龍巴士88K線
- 顯徑 ↔ 駿景園

1982年5月7日，此路線由88A及88B合併而成，服務大圍、沙田市中心及火炭站。

### 九龍巴士280X線(特別班次)
- 火炭（駿景園） → 尖沙咀東（麼地道）

2017年10月30日，逢星期一至五(公眾假期除外)早上7:50，由駿景園開出一班特別班次，經銀禧花園及火炭站後，跟隨常規班次路徑前往尖沙咀。

### 龍運巴士A46線
- 火炭（駿景園） ↔ 機場（地面運輸中心）

於2023年12月3日投入服務，途經禾輋邨、瀝源邨、沙田市中心、美林邨、青沙公路、昂船洲大橋、青嶼幹線、港珠澳大橋香港口岸及一號客運大樓。

## 總站路線資料 (小巴)

### 新界區專線小巴811P線
- 駿景園 ↔ 沙田第一城

## 途經路線資料 (小巴)

### 新界區專線小巴28K線
- 大埔墟站 ↺ 沙田市中心

### 新界區專線小巴28S線
- 白石角（天賦海灣） ↺ 新城市廣場

### 新界區專線小巴811線
- 穗禾苑 ↔ 愉翠苑

### 新界區專線小巴811A線
- 華翠園 ↔ 碧濤花園／碩門邨

### 新界區專線小巴811B線
- 耀安邨 ↔ 火炭長瀝尾街

### 新界區專線小巴814線
- 麗坪路 ↺ 沙田新城市廣場

## 外部連結
- 九巴 （页面存档备份，存于）